# Городское поселение Поварово
Городское поселение Поварово — упразднённое муниципальное образование в Солнечногорском муниципальном районе Московской области.
Крупнейший населённый пункт и административный центр — дачный посёлок Поварово.
Граничит с городским поселением Андреевка, Соколовским и Пешковским сельскими поселениями.
Площадь территории городского поселения составляет 5427 га (54,27 км²).
Глава городского поселения — Тихомиров Андрей Викторович. Адрес администрации: 141540, Московская область, Солнечногорский район, посёлок Поварово, улица Мехлесхоза, дом 2.

## История
Городское поселение Поварово было образовано в соответствии с законом Московской области от 21 января 2005 года № 27/2005-ОЗ, в его состав вошли населённые пункты Кировского, Пешковского и Соколовского сельских округов, а постановлением губернатора Московской области от 29 ноября 2006 года № 156-ПГ сельские округа были исключены из учётных данных административно-территориальных и территориальных единиц Московской области в соответствии с Законом Московской области №109/2006-ОЗ «О внесении изменений в Закон Московской области „Об административно-территориальном устройстве Московской области“».
Решениями Совета депутатов муниципального образования городское поселение Поварово от 12 июля 2007 года № 81/27 был утверждён герб городского поселения, а № 83/27 — флаг.
Законом Московской области № 246/2018-ОЗ от 28 декабря 2018 года, с 9 января 2019 года все городские и сельские поселения Солнечногорского муниципального района были упразднены и объединены в новое единое муниципальное образование городской округ Солнечногорск

## Население
| 2006  | 2007  | 2008  | 2009  | 2010  | 2011  | 2012  |
| ----- | ----- | ----- | ----- | ----- | ----- | ----- |
| 7736  | ↗7937 | ↗8055 | ↗8124 | ↗8135 | ↘8083 | →8083 |
| 2013  | 2014  | 2015  | 2016  | 2017  | 2018  | 2019  |
| ↘8078 | ↘8046 | ↗8220 | ↗8486 | ↗8696 | ↗8755 | ↗9045 |

## Состав городского поселения
В состав городского поселения входят дачный посёлок Поварово и 9 населённых пунктов упразднённых Кировского, Пешковского и Соколовского сельских округов:
| №  | Населённый пункт | Тип населённого пункта                 | Население |
| -- | ---------------- | -------------------------------------- | --------- |
| 1  | Белавино         | деревня                                | ↘0        |
| 2  | Берёзки          | посёлок                                | ↘54       |
| 3  | Дудкино          | деревня                                | ↗10       |
| 4  | Задорино         | деревня                                | ↗14       |
| 5  | Клочково         | деревня                                | ↘0        |
| 6  | Михайловка       | деревня                                | ↘6        |
| 7  | Новинки          | деревня                                | ↗6        |
| 8  | Поваровка        | посёлок                                | ↗42       |
| 9  | Поварово         | дачный посёлок, административный центр | ↗8470     |
| 10 | Ростовцево       | деревня                                | ↗18       |